# Durata lui Liapunov
În matematică, durata lui Liapunov (uneori denumită orizontul lui Liapunov) este durata caracteristică în care un sistem dinamic este haotic. 

Poartă numele matematician rus Alexandr Liapunov. Tot lui Liapunov i se datorează și exponentul lui Liapunov, inversul duratei lui Liapunov.
În fizică, este durata limitei caracteristice dincolo de care orice predicție (inițială) precisă a unui sistem dinamic dat devine imposibilă, denumită și orizont predictiv.

## Utilizare
Durata lui Liapunov reflectă limitele previzibilității unui sistem. Prin convenție, ea este definită ca durata în care distanța dintre traiectoriile vecine ale unui sistem crește cu un factor e.
Deși este folosită în multe aplicații ale teoriei sistemelor dinamice, ea a fost îndeosebi utilizată în mecanica cerească unde ea este importantă pentru studiul stabilității Sistemului Solar. Totuși, evaluarea empirică a duratei lui Liapunov este adesea aociată unor incertitudini informatice sau inerente.

## Exemple
Valori tipice sunt:
| Sistemul                               | Durata lui Liapunov   |
| -------------------------------------- | --------------------- |
| Sistemul Solar                         | 50 de milioane de ani |
| Orbita lui Pluto                       | 20 de milioane de ani |
| Oblicitatea lui Marte                  | 1-5 milioane de ani   |
| Orbita lui 36 Atalante                 | 4000 de ani           |
| Rotația lui Hyperion                   | 36 de zile            |
| Oscilații chimice haotice              | 5,4 minute            |
| Oscilați haotice hidrodinamice         | 2 secunde             |
| 1 cm3 de argon la temperatura ambiantă | 3,7×10−11 secunde     |
| 1 cm3 de argon în punctul triplu       | 3,7×10−16 secunde     |